# Des Corcoran
James Desmond Corcoran (Milicent, Australia, 8 de noviembre de 1928-Adelaida, Australia, 3 de enero de 2004) fue un político australiano que se desempeñó como el 37.º primer ministro de Australia Meridional entre el 15 de febrero de 1979 y el 18 de septiembre de 1979, tras la dimisión de Don Dunstan. Durante su breve mandato como primer ministro, Corcoran también se desempeñó como tesorero del estado. Nacido en Millicent, en el sureste del estado, sirvió en el ejército australiano en la guerra de Corea y en la Emergencia Malaya, alcanzando el rango de capitán y siendo mencionado dos veces en los despachos. Después de su baja en 1961, Corcoran fue elegido miembro de la Cámara de Asamblea, sucediendo a su padre Jim Corcoran – que se retiró en las elecciones de 1962 – como miembro del distrito electoral de Millicent en representación del Partido Laborista Australiano.
Corcoran fue una figura clave en la modernización de la rama estatal del Partido Laborista, que estaba en la oposición desde 1933. Cuando el partido llegó al poder en 1965, Corcoran se asignó las carteras de regadío, tierras y repatriación en el gobierno de Frank Walsh. Tras el retiro de Walsh en 1968, Corcoran disputó el liderazgo del partido pero fue derrotado por Dunstan. En el gabinete de Dunstan, Corcoran retuvo la responsabilidad del riego y las tierras, y reemplazó la repatriación con la inmigración. En marzo de 1968, se convirtió en el primer vice primer ministro del estado designado formalmente y ganó la cartera de turismo. Dos meses después, los laboristas perdieron el gobierno y Corcoran casi perdió su escaño, pero mantuvo su papel como diputado de Dunstan.
En las elecciones estatales de 1970, los laboristas regresaron a los bancos del gobierno y Corcoran recuperó su puesto como vice primer ministro y asumió los ministerios de marina y obras. Dunstan y Corcoran tenían estilos muy diferentes, pero formaron una sociedad fuerte y respetuosa. A partir de 1975, las redistribuciones electorales desfavorables hicieron que Corcoran cambiara a asientos metropolitanos, primero Coles, luego, desde 1977, Hartley, que ocupó hasta 1982. Después de las elecciones estatales de 1977, ganó la cartera de medio ambiente, conservando marina y obras. Después de la renuncia de Dunstan, Corcoran se convirtió en primer ministro y decidió convocar elecciones anticipadas para obtener un mandato personal, impulsado por las encuestas. Esto resultó imprudente, ya que la campaña salió mal, los grupos empresariales y los medios de comunicación apoyaron abiertamente al opositor Partido Liberal y los laboristas perdieron el cargo. Habiendo retenido a Hartley, Corcoran renunció como líder laborista y no se presentó a las elecciones de 1982.
Nombrado Oficial de la Orden de Australia en 1982 en reconocimiento a su servicio a la política y al gobierno, Corcoran también recibió la Medalla del Centenario en 2001. Murió en enero de 2004 tras una larga enfermedad y se le concedió un funeral de Estado. Descrito como un personaje más grande que la vida que era respetado en ambos lados de la política, la larga y exitosa asociación de Corcoran con Dunstan fue un sello distintivo de su vida política.

## Primeros años y servicio militar
James Desmond «Des» Corcoran nació el 8 de noviembre de 1928 en Millicent, Australia Meridional. Era el menor de nueve hijos de Jim Corcoran y su esposa Teresa Catherine Sutton. Su padre había servido como cabo en el Batallón 27 de la Fuerza Imperial Australiana en el frente occidental durante la Primera Guerra Mundial, y había sido herido durante la Batalla de Amiens en agosto de 1918. Asistió a la Escuela Primaria Tantanoola, pero dejó la escuela a los 13 y trabajó en una panadería. Se unió al Partido Laborista Australiano (ALP) en 1941. Su madre murió cuando él tenía 16 años, y por esa época él y su hermano mayor, Robert, se embarcaron en unas vacaciones laborales por Australia. Mientras estaban en Wollongong en Nueva Gales del Sur, vieron un anuncio para que los hombres se alistaran en el ejército australiano para luchar en la guerra de Corea, y después de lanzar una moneda para decidir qué hacer, ambos fueron a alistarse.
Mientras tanto, tras su fallido intento de ser elegido para el distrito electoral de Victoria en la Cámara de Asamblea de Australia Meridional en una elección parcial en 1932, Jim Corcoran tampoco tuvo éxito en las elecciones estatales de 1933 y 1944, antes de finalmente prevalecer en una elección parcial en septiembre de 1945. No tuvo éxito en su intento de ser reelegido en las elecciones estatales de 1947, y 1950.
Robert sirvió en Corea como sargento del Cuerpo de Artillería del Ejército Real Australiano con el 3.er Batallón del Regimiento Real Australiano en 1951-1952. A Des se le asignó el número de servicio 23934, se le asignó como soldado de infantería y se le envió al 1er Batallón, Regimiento Real Australiano (1 RAR). El batallón se entrenó en Ingleburn, Nueva Gales del Sur, luego se embarcó en Sídney el 3 de marzo de 1952 y navegó hacia Japón en el transporte de tropas MV Devonshire, llegando a Kure el 18 de marzo. Después de un entrenamiento adicional, 1 RAR fue transportado a Corea a bordo del Empire Longford y desembarcó en Corea el 1 de junio para unirse a la 28.ª Brigada de Infantería de la Commonwealth . El mes siguiente, el batallón se separó de la Brigada de Infantería 29 británica y relevó unidades en las colinas 159, 210 y 355. Sus deberes incluían el patrullaje general a lo largo de la Línea Jamestown, una serie de posiciones defensivas estáticas justo al norte del Paralelo 38 (38°N) a lo largo de las cuales la guerra móvil anterior se había convertido en una guerra de trincheras. Sus tareas principales eran asegurar las defensas, reparar las vallas de los campos de minas y realizar reconocimientos de las posiciones enemigas para recopilar información.
A principios de diciembre de 1952, Des era cabo y sargento temporal en la Compañía D, cuando una patrulla de cuatro hombres estaba negociando un campo minado enemigo. Uno de los hombres activó una mina y murió por la explosión resultante, que hirió a otros dos. El soldado ileso corrió de regreso a las líneas amigas en busca de ayuda, y Corcoran avanzó bajo el fuego de mortero enemigo, arrastró y llevó a los hombres heridos y luego trajo el cuerpo del soldado muerto. Por su «coraje y habilidad para evacuar heridos a través de brechas en campos minados», y como comandante de patrulla en 1 RAR, Corcoran fue mencionado en los despachos. Mientras Des todavía estaba sirviendo en Corea, su padre Jim fue nuevamente elegido para el distrito de Victoria en las elecciones estatales de marzo de 1953. Des regresó a Australia en marzo de 1954 y, después de varias semanas de permiso, fue destinado a Nueva Guinea.
En las elecciones estatales de 1956, Jim Corcoran impugnó con éxito el nuevo distrito electoral de Millicent, que había sido eliminado del distrito de Victoria como parte de una redistribución electoral, y lo defendió con éxito en las elecciones estatales de 1959. El 31 de agosto de 1957, Des se casó con Carmel Campbell en la capilla de la escuela en Rostrevor College. La pareja tuvo ocho hijos. Des Corcoran fue ascendido a suboficial de clase dos y se desempeñó durante veinte meses como sargento mayor de compañía del cuartel general del 28.º Grupo de Brigada de Infantería de la Mancomunidad en Malaya durante la Emergencia Malaya, por lo que fue mencionado en los despachos por segunda vez, esta vez por «servicio excepcional». Identificado por su potencial como oficial pero sin las calificaciones educativas necesarias, Corcoran realizó seis meses de estudio con el Servicio de Educación del Ejército Australiano para recibir su certificado intermedio, luego completó su certificado de finalización en seis semanas, completando cinco materias con una distinción. en inglés. Posteriormente fue comisionado como capitán.

## Política
Des Corcoran dejó el ejército en 1961 y en las elecciones estatales del 3 de marzo de 1962 fue elegido miembro de la Cámara de la Asamblea por el ALP, sucediendo a su padre como miembro de Millicent. Recibió el 53,1 por ciento de los votos preferenciales de los dos partidos, derrotando a Ren DeGaris de la Liberal and Country League (LCL). En su primer discurso en la casa, el 24 de julio de 1962, su padre estaba presente en la galería, y atribuyó su elección exitosa a la «representación capaz y honesta» de James Corcoran de la gente de la sede de Millicent. Su discurso enfatizó áreas políticas que seguirían siendo fundamentales para sus intereses políticos a lo largo de su carrera. Estos incluyeron: garantizar que los australianos del sur del país tuvieran el mismo acceso a los servicios que los que vivían en Adelaida, especialmente en áreas como servicios públicos y educación; y la promoción de las industrias agrícola, pesquera y forestal en el sureste del estado. Fue un firme defensor de la industria del papel y los controles de agua para el sistema de riego en el sureste. Los laboristas habían estado en la oposición en el estado desde 1933, y Corcoran, junto con sus colegas Don Dunstan, Mick Young y Clyde Cameron, fue un actor clave en la modernización del Partido Laborista estatal como fuerza política. Esto hizo que la ALP desarrollara políticas y campañas enérgicas sobre educación, salud y condiciones de trabajo, y contra la discriminación racial y la mala distribución de los distritos electorales en el estado, conocido como Playmander. Cuando el ALP ganó el gobierno en Australia Meridional por primera vez desde 1930 en las elecciones estatales del 6 de marzo de 1965, Corcoran fue nombrado ministro de Irrigación, ministro de Tierras y ministro de Repatriación. En la elección, Corcoran aumentó su participación en los votos al 61,8 por ciento. Corcoran sirvió en el comité parlamentario sobre colonización de tierras de marzo a noviembre de 1965. El nuevo primer ministro, Frank Walsh, era católico como Corcoran, cuando el grupo laborista estaba dominado por protestantes, y el ALP a nivel federal. todavía se estaba recuperando de la escisión del partido en 1955 y de la creación del Partido Laborista Democrático, socialmente conservador y dominado por los católicos. El padre de Corcoran, Jim, había muerto en mayo de 1965.
Walsh ya tenía 67 años cuando se convirtió en primer ministro, y las reglas del ALP vigentes en ese momento requerían que se retirara del parlamento en las próximas elecciones. Se mostró reacio a hacerlo e hizo movimientos para modificar las reglas para permitirle seguir sirviendo. Sus colegas del partido se resistieron a esto y, finalmente, el consejo de estado de ALP aprobó una moción de felicitación que incluía agradecerle por «renunciar desinteresadamente para que un nuevo líder pudiera establecerse antes de las próximas elecciones». Frente a esto, Walsh renunció a regañadientes a partir del 1 de junio de 1967. Coincidiendo con el retiro de Walsh, hubo una votación de liderazgo de ALP que incluía a Corcoran, Dunstan, Gabe Bywaters y Cyril Hutchens. En la primera ronda, Corcoran recibió diez votos y Dunstan nueve del caucus de veinticinco, pero en la segunda ronda, Dunstan fue el claro ganador con catorce votos y una mayoría, y Corcoran recibió once votos. En el gabinete de Dunstan de 1967-1968, Corcoran abandonó la cartera de repatriación y asumió la inmigración, la retención de tierras y el riego. Walsh permaneció en el gabinete – con la cartera de previsión social – hasta marzo de 1968. El 26 de marzo de 1968, Corcoran se convirtió en el primer vice primer ministro designado oficialmente – el puesto había sido informal hasta ese momento – y ganó la cartera de turismo, que se combinó con inmigración.
Los laboristas perdieron el gobierno en las elecciones estatales del 2 de marzo de 1968, principalmente debido a la pérdida de dos escaños rurales marginales. Corcoran casi fue derrotado en su propio asiento, ganando por un solo voto a su rival de la LCL, Martin Cameron. Cameron cuestionó el resultado y el 22 de junio se llevó a cabo una elección parcial, en la que Corcoran recibió el 52,5 por ciento de los votos. Esto dejó a la ALP y la LCL en diecinueve escaños cada una, por lo que el líder de la LCL, Steele Hall, tuvo que apoyarse en el independiente Tom Stott, que fue elegido presidente de la Cámara y por tanto tenía voto de calidad. El Playmander había permitido que la LCL formara un gobierno en minoría a pesar de recibir solo el 43 por ciento de los votos en todo el estado. Durante el período en la oposición, Corcoran fue adjunto de Dunstan, y ambos trabajaron bien juntos a pesar de cualquier ruptura que pudiera haber causado la lucha por suceder a Walsh.
En la victoria laborista en las elecciones estatales del 30 de mayo de 1970, Corcoran retuvo el escaño de Millicent con el 54 por ciento de los votos. Reanudó su papel como vice primer ministro y ocupó las carteras de obras y marina. Corcoran manejó la interacción entre el ministerio de Dunstan y el caucus laborista, utilizando su fuerte personalidad para resolver disputas. Durante los siguientes nueve años, Dunstan y Corcoran formaron un equipo poco convencional pero fuerte. Un católico devoto y un hombre de alta moral personal, Corcoran se opuso en privado a muchas de las reformas sociales que Dunstan estaba implementando, como las leyes de liberalización del aborto y la homosexualidad. Además, a Corcoran no le gustaba la imagen glamorosa y la afición por las artes de Dunstan. Corcoran, que vestía de forma conservadora, no compartía en absoluto el entusiasmo de Dunstan por llevar ropa informal en ocasiones públicas. Sin embargo, los dos hombres sintieron un respeto cauteloso el uno por el otro y lograron mantener una relación de trabajo. Detrás de escena, Dunstan a veces encontraba útil el estilo sencillo de Corcoran para controlar a otros dentro del ALP.
Corcoran mantuvo a Millicent con el 56,5 por ciento de los votos en las elecciones estatales del 10 de marzo de 1973, derrotando a Murray Vandepeer de la LCL. Cuando Millicent fue objeto de una redistribución después de esa elección, la mayoría de Corcoran fue teóricamente eliminada, y Corcoran se transfirió al distrito de Coles, en el este de Adelaida, anteriormente en manos laboristas del retirado Len King, para las elecciones estatales del 12 de julio de 1975. Corcoran ganó el escaño con el 52,4 por ciento de los votos, y Vandepeer recibió el 59,9 por ciento de los votos en Millicent. Cuando Coles fue a su vez sujeto a una redistribución que socavó su margen, Corcoran se transfirió al distrito de Hartley, recientemente creado y cercano al noreste de Adelaida, recibiendo el 58,8 por ciento de los votos en las elecciones estatales del 17 de septiembre de 1977, con Coles cayendo ante Jennifer Cashmore del Partido Liberal (la renombrada LCL). Corcoran ganó la cartera de medio ambiente en el nuevo gobierno, manteniendo sus otras carteras.
A principios de 1979, la salud de Dunstan se había deteriorado hasta el punto de que no podía continuar en el cargo, y renunció en febrero. El 15 de febrero, Corcoran fue elegido su sucesor, logrando así finalmente su ambición de convertirse en primer ministro. También se desempeñó como tesorero estatal y agregó la cartera de asuntos étnicos a la inmigración. Mike Rann, quien más tarde se convirtió en primer ministro, se desempeñó como secretario de prensa de Corcoran durante su breve mandato. Estimulado por encuestas de opinión positivas a mediados de 1979, Corcoran convocó elecciones anticipadas después de menos de un año con la esperanza de obtener un mandato propio. La campaña electoral estuvo plagada de problemas; los grupos empresariales y el principal tabloide vespertino del estado, The News, se pusieron abiertamente del lado del Partido Liberal.
En las elecciones estatales del 15 de septiembre de 1979, los liberales bajo David Tonkin lograron un once por ciento de inclinación hacia ellos y ganaron. Corcoran retuvo Hartley con el 50,7 por ciento de los votos. Corcoran renunció a sus cargos como primer ministro y tesorero el 18 de septiembre y renunció a la dirección laborista el 2 de octubre. Fue sucedido por John Bannon, mucho más joven, cuyo estilo urbano y antecedentes académicos significaban que tenía un estilo mucho más cercano a Dunstan que a Corcoran. En las elecciones estatales del 6 de noviembre de 1982, Bannon derrotó fácilmente a Tonkin y llevó a los laboristas de regreso al gobierno, pero Corcoran no disputó su escaño en Hartley, que Terry Groom retuvo para los laboristas. Corcoran fue nombrado Oficial de la Orden de Australia en los Honores del Día de Australia de 1982, «en reconocimiento al servicio a la política y al gobierno». Entre 1983 y 1987 Corcoran sirvió en el Consejo del Memorial de Guerra Australiano. En 2001, Corcoran recibió la Medalla del Centenario.

## Muerte y legado
Corcoran murió en Adelaida el 3 de enero de 2004, a los 75 años, tras una larga enfermedad. Tras su muerte, Rann, para entonces primer ministro, describió la fuerte e histórica asociación política entre Dunstan y Corcoran como «muy exitosa», a pesar de que los dos eran «como la tiza y el queso». Rann continuó diciendo que Corcoran sería «muy extrañado» como alguien más grande que la vida y respetado en todo el espectro político en el sur de Australia. También señaló que Corcoran sería recordado «por su personalidad gregaria y cómo a menudo usaba el humor para sanar las diferencias». Don Hopgood, quien se desempeñó como ministro de Educación junto con Corcoran, observó que él le dio fuerza a la administración de Dunstan. Luego, el líder de la oposición Dean Brown, quien se había desempeñado como primer ministro entre 1993 y 1996, afirmó que Corcoran era «accesible y disfrutaba de una buena historia y bromas», y recordó que «siempre se podía confiar en su palabra y todos los miembros del Parlamento lo tuvieron en muy alta estima». Corcoran fue despedido con un funeral de estado celebrado en la Catedral de San Francisco Javier, Adelaida, el 8 de enero, y fue enterrado en el cementerio de North Brighton.